# Kozłów (gemeente)
De gemeente Kozłów is een landgemeente in het Poolse woiwodschap Klein-Polen, in powiat Miechowski.
De zetel van de gemeente is in Kozłów.
Op 30 juni 2004 telde de gemeente 4971 inwoners.

## Oppervlakte gegevens
In 2002 bedroeg de totale oppervlakte van gemeente Kozłów 85,84 km², waarvan:
- agrarisch gebied: 82%
- bossen: 10%

De gemeente beslaat 12,68% van de totale oppervlakte van de powiat.

## Demografie
Stand op 30 juni 2004:
| Omschrijving                   | Totaal | Totaal | Vrouwen | Vrouwen | Mannen | Mannen |
| ------------------------------ | ------ | ------ | ------- | ------- | ------ | ------ |
| eenheid                        | aantal | %      | aantal  | %       | aantal | %      |
| inwoners                       | 4971   | 100    | 2478    | 49,8    | 2493   | 50,2   |
| bevolkingsdichtheid (inw./km²) | 57,9   | 57,9   | 28,9    | 28,9    | 29     | 29     |

In 2002 bedroeg het gemiddelde inkomen per inwoner 1068,17 zł.

## Aangrenzende gemeenten
Charsznica, Książ Wielki, Sędziszów, Wodzisław, Żarnowiec